# تروفيو بالما 2020
تروفيو بالما 202 (بالإسبانية: Trofeo Playa de Palma-Palma 2020)‏ هو سباق دراجات هوائية، وهو الموسم رقم 29 من السباق، وأقيم في 2 فبراير 2020، وامتدّ لمسافة 159.6 كيلومتر، وهو أحد سباقات طواف أوروبا للدراجات 2020، وهو من نوع  سباق يوم واحد.
فاز فيه بالمركز الأول  ماتيو موشيتي، وبالمركز الثاني  باسكال أكرمان، وبالمركز الثالث  أندريا باسكولون.

## الفرق
| فرق عالمية (5)- Bora-Hansgrohe - Lotto Soudal - Movistar Team - Israel Start-Up Nation - Trek-Segafredo فرق برو (9)- Bardiani CSF Faizanè - برجس بي إتش 2020 ‏ - كاجا رورال-سيغوروس 2020 ‏ - أوسكالتيل أوسكادي ‏ - Arkéa-Samsic - غازبروم روسفيلو ‏ - سبورت فلاندرين بالويس 2020 ‏ - Circus-Wanty Gobert - ويلير تريستينا-سيل إيطاليا 2020 ‏ فرق قارية (8)- إيولو كوميت ‏ - كانيون ايسبرج ‏ - Sauerland NRW-SKS Germany ‏ - جيوس كيوي أتلانتيكو 2020 ‏ - كيرن فارما 2020 ‏ - Team Work Service Romagnano‏ - سويس ريسينغ أكادمي 2020 ‏ - مايو سي سي إن برو سايكلنج ‏ فريق وطني- فريق سويسرا لركوب الدراجات 2020 ‏ |  |
| |  |

## الفائزون
| الترتيب | الفائز          |
| ------- | --------------- |
| الفائز  | ماتيو موشيتي    |
| الثاني  | باسكال أكرمان   |
| الثالث  | أندريا باسكولون |

## وصلات خارجية
- الموقع الرسمي
- لمحة عن سباق تروفيو بالما 2020 على موقع  ProCyclingStats   (برو  سايكلنج  ستاتس) - إحصاءات  محترفي  الدراجات.
- تروفيو بالما 2020 على موقع إحصائيات الدراجات الإحترافية (الإنجليزية)